# Epistephium lamprophyllum
Epistephium lamprophyllum är en orkidéart som beskrevs av Rudolf Schlechter. Epistephium lamprophyllum ingår i släktet Epistephium och familjen orkidéer.
Artens utbredningsområde är Ecuador. Inga underarter finns listade i Catalogue of Life.